# Андерссон, Монс (футболист, 2005)
Монс Ингвар Андерссон (швед. Måns Ingvar Andersson; Пустой шаблон {{ВД-Преамбула}} ) — шведский футболист, полузащитник «Хальмстада».

## Клубная карьера
Футболом начал заниматься в «Лахольме», откуда в 13-летнем возрасте перешёл в «Хальмстад», где прошёл все ступени академии. В октябре 2024 года подписал с клубом первый профессиональный контракт, рассчитанный на два года. Первую игру за главную команду провёл 16 февраля в матче группового этапа кубка страны с «Ефле». 5 апреля во встрече второго круга с «Гётеборгом» дебютировал в чемпионате Швеции, заменив на 80-й минуте Гисли Эййоульфссона.

## Клубная статистика
| Выступление      | Выступление      | Выступление      | Лига | Лига | Кубки | Кубки | Конт. кубки | Конт. кубки | Итого | Итого |
| Клуб             | Лига             | Сезон            | Игры | Голы | Игры  | Голы  | Игры        | Голы        | Игры  | Голы  |
| ---------------- | ---------------- | ---------------- | ---- | ---- | ----- | ----- | ----------- | ----------- | ----- | ----- |
| Хальмстад        | Алльсвенскан     | 2025             | 1    | 0    | 1     | 0     | 0           | 0           | 2     | 0     |
| Хальмстад        | Итого            | Итого            | 1    | 0    | 1     | 0     | 0           | 0           | 2     | 0     |
| Всего за карьеру | Всего за карьеру | Всего за карьеру | 1    | 0    | 1     | 0     | 0           | 0           | 2     | 0     |